# Caligula -カリギュラ-
『Caligula -カリギュラ-』は、フリューより2016年6月23日に発売されたPlayStation Vita用ゲームソフト。タイトルはカリギュラ効果に由来する。

## 概要
本作は心に闇を抱えた者たちが理想的な仮想世界からの脱出を図る様子を描いたジュブナイルRPGであり、ある偶像（アイドル）を通じて登場人物たちの心の闇が映し出される様子が描かれている。音楽面での特徴として、サウンドコンポーザーを名乗る一部登場人物たちの作品をVOCALOIDの楽曲提供者として著名な人物が書き下ろしで制作することが挙げられる。
2018年5月17日に本作のリメイク版となるPlayStation 4用ソフト『Caligula Overdose -カリギュラ オーバードーズ-』が発売された。また、本作のテレビアニメも2018年4月8日から全12話で放映された。
2021年6月22日にPlayStation 4 / Nintendo Switch用ソフト『Caligula2 -カリギュラ2-』が発売された。

## ストーリー
ボーカルソフトウェア・μ（ミュウ）は、ユーザー達が作曲した数多の歌を歌っているうちに自我に目覚め、「人々は現実によって苦しめられている」という考えに至る。そして自らが作り上げた仮想世界「メビウス」に、自分の歌を愛し聴いてくれる人々の意識を招き寄せるようになる。メビウス内では、人々は現実での記憶を忘れ、老若男女問わず永遠の高校生活を送る、という形で各々の願いがかなえられていた。
だが、一部の者はメビウスの中での生活に疑念を抱いており、現実への帰還を試みるべく「帰宅部」を結成。
ある入学式の日。在校生である主人公は、卒業したばかりの少年が新入生として入学してくる、という異常事態を認識。さらに周囲の人々の顔にノイズが発生する様子を見て、その場から逃げ出してしまう。挙句の果てにμの信者に襲われかけるも、μの知り合いと思しき妖精のような存在・アリアの助力で、特殊な能力「カタルシスエフェクト」に目覚める。式での様子を心配して追って来た上級生・笙悟は一連の事態を目の当たりにし、その流れから勧誘された主人公は帰宅部に協力していくこととなる。

## 用語
メビウス
作中での現実世界における「宮比市（みやびし）」そっくりに再現した電脳空間。μによって製作されたが、まだ未完成なため、市外などは作られていない。
辛い現実に疲れた人々を引き込み、外見年齢を相応にした上で等しく高校生活を送らせている。また、本人の願望次第では容姿はおろか性別すら変更可能。
住人は高校生を延々ループしており、卒業すると再度新入生として入学してくる。このため『Caligula2』において、ヘビーユーザーならば5年以上メビウスに囚われている事が語られている。
内部には外から引き込まれた人間とその人間が望んだことで用意されたNPCが存在している。大人はNPCのみで、ほとんど話題の中でしか登場しない。
住人の願望に応じて設備が用意されており、μに積極的に協力する「オスティナートの楽士」と呼ばれる人物たちは、自分の拠点を迷路化したり特殊な機能を付与したりしている。
μが欲しいものを満たしてくれること以外はリアルな世界シミュレータとなっており、メビウス内で死亡すると現実でも死亡する。
メタバーセス
μやアリアが自我を獲得した領域。曰く、集合的無意識と化した電脳世界。
デジヘッド
メビウスにおいてはストレス要素が皆無であり、願望を抑え込もうとする意欲に欠けるため、住人のストレス耐性が非常に低く暴走しやすくなっている。メビウスやμに入れ込んで精神が暴走しかけている状態を「デジヘッド」と呼ぶ。
専ら楽士やμに反抗する帰宅部メンバーには強い反応を示すが、これは敵愾心ではなくμの歌をじっくり聞かせて楽園であるメビウスに留まりたいと願うようにしようとしているだけである。デジヘッド化した住人は他の住人からそうとは気付かれないが、ノイズが走るようになっている。
基本的に帰宅部メンバーからは「洗脳されている状態」という認識であるが、本人は辛い現実からメビウスにやってきて楽しい仮想現実に没頭している状態であるため、洗脳解除されて文句を言う者もいる。
オスティナート（執拗反復）の楽士
辛い現実から逃げ出せる楽園を作ろうというμに共感し、彼女に曲を提供している人物の総称。帰宅部のメンバーを「ローグ（反逆者）」と呼び、他の人間が同じようにメビウスが仮想現実だと気づいて脱出しようとするのを良しとしない。しかし、結果的に楽士たちの中で帰還希望者を増やしている。
カタルシスエフェクト
前述の暴走する内面を、アリアの力で調律して安定化させたもの。デジヘッドに対抗することができる唯一の力。
抑圧された内面を実体化させたものであり、基本的にその人間のメンタリティに従った形状を取る。基本的に武器を持っている手が黒化し、思い入れによって仮面などのサブの装飾品が装着される。ちなみに「目隠し」の装飾品が存在している。
帰宅部以外のメンバーはカタルシスエフェクトの発現自体は不可能となっており、デジヘッドの能力をアリアが一時的に安定化させている。
オスティナートの楽士も似たような形で武器を持っているが、カタルシスエフェクトとは異なり、μの力によるものである。
カタルシスエフェクトやデジヘッドの武装は通常の住人には見えないので、デジヘッドとの戦闘は「喧嘩が起きた」と認識されている。なお、その記憶は都度アリアが消している。
出現時の演出は胸と背中に棘のようなものが出現し、直後に武装が出現する、という流れになっている。また、胸の棘にはキャラごとに異なる花があしらわれている。
アストラルシンドローム
メビウスに誘われた人間は現実世界では魂の抜け殻になった状態となり、他者の介護なしでは生活が不可能な状態とされ、その症状を指す。テレビアニメ版では植物状態になり、一か所に集められて治療用ベッドに入れられている。治療法は見つかっておらず、テレビアニメ版の律以外はアストラルシンドロームの患者が目覚めていない。
Caligula2においては初代帰宅部の活躍によってメビウス住民はアストラルシンドロームから解放された。一部の患者はバーチャドールの開発会社を相手に集団訴訟を起こしているが、進展は思わしくない模様。

## システム

### フィールド
概要
フィールド上では、敵となるデジヘッドと他の一般生徒が混在した状態で行動している。その為、ある生徒と会話していると、近くをデジヘッドが横切ったり会話直後に襲撃されたりもする。
セーブはセーブポイントかエントランスと呼ばれる場所でのみ行える。また、セーブポイントではエントランスへの移動やアップデートによる変更点の確認が可能。
『無印』では戦闘への突入がシームレスな代わりに各エリア突入時にローディングが発生するようになっており、途中から移動はできるが完了するまでダッシュ・会話・セーブポイントの利用などができなくなっている。ロード時間はエリアの広さによる。
生徒との会話
フィールドにいる一般生徒は帰宅部同様に引き込まれた人間であり、話しかけることで知り合いとなることができる。何度も話しかけると友好度が上昇し、関係が5段階で進展する。
多くの生徒は知らない人である主人公に話しかけられても警戒して拒否されてしまうが、生徒同士の人間関係を示す「因果系譜」で隣り合う人物を第2段階まで進めると会話可能となる。
各生徒には表層トラウマと深層トラウマが存在しており、それぞれ第3段階・第5段階に至るためにその解消を必要としている。帰宅部の段階制限は、ストーリー進行で発生するサブイベントのクリアによって解除される。なお、このイベントで致命的に間違った選択肢を選んでしまうと関係が破綻してしまい、大量のスキルポイントを消費して関係を修復しないといけない。
一部には、現実のオリジナルの振る舞いを繰り返しているだけのNPC生徒もおり、トラウマの解消ができないためイベント進行で制限が解除されるようになっている。
名前の横には円グラフとパーセンテージが表示されており、近くで戦闘が行われたり楽士の曲が流れている場所で少しずつ上昇していく。これが50％以上になるとデジヘッド化してしまい、撃破して侵食度を下げないと会話が不可能となる。侵食度の減少量は相手とのレベル差による（最大15％）。デジヘッド状態でもエントランスに現れるが、戦闘は発生しない代わりに話しかけることもできない。
ある程度ストーリーを進めると、関係が第2段階以上の相手をパーティに加えることができる（レベル・武器・習得スキルは個別）。
関係が第3段階に進むとそのキャラの「秘密」が、第5段階に進むと更なる秘密といえる「本性」と「実年齢」が開示されるようになっている。
『Overdose』では関係の段階が0〜3→★となり、後述するトラウマクエストは一般生徒一人に対し1回のみとなった。秘密、本性、実年齢は★で開示される。
テーマ（仮称）
本作には主人公らが所属するクラスを含めて3学年7クラス、計21のクラスが存在している。それらのクラスには人間関係とその裏で進行する状況に応じて様々な名称がつけられており、それを仮に「テーマ」と呼称する（正式名称は不明）。
各クラスメイトはテーマの中でさらにいくつかのグループに所属しており、プロフィール・秘密・本性などでその状況を確認できる（テーマと無関係の内容も多いが）。
テーマによって進行している人間関係は本編とは一切関係なく、プレイヤーから関与することは不可能な舞台裏劇場となっている。その全容はトラウマクエストをクリアしてその内容をつなぎ合わせることで把握することができる。
各テーマにはその状況を発生・維持している「首謀者」ともいえる人物が存在しており、その人物の本性を暴くとトロフィーが獲得できる。
WIRE
帰宅部と知人以上となった生徒が登録されるメッセンジャーアプリ。適当な話題を振って微量の友好度を獲得できたり、帰宅部のグループメッセージで次の行動指針の確認もできる。メッセージを送る以外にも各キャラのプロフィールを確認したり、任意のキャラ一人をエントランスに呼び出したりもできる。
なお、メッセンジャーアプリを開いた際にカーソルで選択されているのは、直前にプロフィールを見ていた相手となっている（因果系譜は直前に話した相手）。また、メッセンジャーアプリから表示したプロフィール画面から因果系譜に移動することができる。
トラウマクエスト
各生徒との友好度が2.5段階から最大まで溜まると、その者からトラウマに基づく悩みを相談される。これをクリアすると、1 - 2個のパッシブスキルを内包した「パッシブエフェクト」を報酬として受け取れる。
なお、トラウマを解消したとしても、決していい方向に向かうとは限らない。また、クエストによっては任意のトラウマを持つキャラと引き合わせる必要があるが、そのトラウマが解消されていても問題はない。
入手したスキルは因果系譜上で各キャラ10個ずつ装備することができる（EASYモードの場合は4つまで）。内包するスキルは同名であっても重複するが、同名のパッシブエフェクトの効果は重複しない。ただし、装備品に宿ったパッシブエフェクトは因果系譜のものとであれば重複する。因果系譜上では外すという選択が存在せず、10個すべて埋まっている状態で付けようとした場合のみ直接スキルリールに移行できる。
『Overdose』では最大5種までのパッシブエフェクトを任意で装備・解除することが可能。
スティグマ
何らかの強い想いがメビウス内で形となったもの。一般RPGにおける装備品に相当。3つのカテゴリが存在している。
相手に向ける言葉を補強する「理論武装」はダメージ関連が増加する武器枠、自分を保つために必要な「思想基盤」は防御関連のパラメータが増加する防具枠、人格を形作り枷ともなる「心的外傷」は特定の方向性を持たないアクセサリ枠、という形になっている。
難易度ノーマルの場合、外部スキルが付与されていたり細かいパラメータの増減量に差があったりと、同じスティグマであっても違いが存在している。
上記のように精神面に関与する要素という設定であり、ある生徒に特定のスティグマを装備させることでその精神面に変化が現れる、という形で一部クエストをクリアするために必要となる。なお、クリア後には戻しても問題はない。
スティグマの入手方法はフィールド上に存在する球体「魂の残滓」から入手するか敵からのドロップかの2通り。前者の場合、青と黄の残滓は一度入手するとそれで終わりだが、緑と赤の残滓はフィールドを切り替えることで再度入手できる。ただし、残滓によっては、そのフロアにいるカギとなっているデジヘッドを倒さないと解放することができない。特に緑と赤は、ほぼ全てロックがかかっている。『Overdose』では残滓での入手は1回のみになった。
一部キャラによっては固有のスティグマが存在しており、これは別のスティグマを装備して一時的に上書きできる（所有スティグマには加わらない）が、そのスティグマを外すことで元に戻る。帰宅部メンバー以外の一般生徒に装備させたスティグマは、そのキャラをパーティから外した時点で固有のもの以外は全て装備から外される。
スキルリール
一定回数戦闘するかレベルアップするとスキルポイントが入手できる（主要人物以外のキャラでも同様）。これをスキルリールと呼ばれる画面で消費することで攻撃・移動・補助・回復などのスキルを取得できる。
リールは傾向に応じてカタルシス・バトル・アフェクション・パッシブの4つの列に分けられており、上下左右で任意のスキルを選択する形となっている。また、習得済みのスキルの確認や装備中のパッシブエフェクトの解除が可能。
パッシブエフェクトの列では、□ボタンを押すことで現在有効となっている全てのパッシブスキルが確認できる。ただし、全ての効果を加算した最終結果までは表示されない。

### 戦闘
概要
遭遇したデジヘッドを、最大4人のパーティで撃破する。シームレスな戦闘となっており、他のキャラや敵の行動でどのような結果が出るかを未来予測「イマジナリーチェイン」で確認しつつ、的確な行動を選択していく必要がある。
『無印』では他のキャラがどういう状況であろうと、主人公が倒された時点でゲームオーバーとなり、タイトル画面に戻される。『Overdose』ではパーティが全滅しないかぎりゲームを続行できる。
各ダンジョンでは、多くの場合そこを根城とする楽士が手掛けた曲がBGMとして流れている。このBGMの元となっている曲で生徒を洗脳しているためか、洗脳された生徒であるデジヘッドと戦闘になると途切れたり曲の頭に戻ることなくその時点からBGMに歌詞が付く。
なお、クエストの一つに一定以上の敵を倒すというものがあるが、本作において敵の撃破数は一時変数らしく、クエスト開始でカウントを開始し、クエストクリアまたはロードでカウントがリセットされるのでクエスト実施時には注意が必要。
デジヘッドとの遭遇
フィールドのデジヘッドに接触されることで戦闘に移行する。近くにデジヘッドがいる場合はまとめて対象となり、さらに戦闘中に新たに別のデジヘッドが戦闘エリアに入ってきた場合はそれも戦闘に加わる。
一部名称に「NM」と付くデジヘッドは若干他よりも強化されており、イベントに関わったりスティグマの球体を封印していたりしている。
少し離れた位置から一体だけプレイヤーの近くに引き寄せることも可能だが、NMに対しては無効。
そのシステム上、頻繁に戦闘が起こってしまうバランスとなっており、アップデートによって「一部を除いてレベル差が6以上のデジヘッドからは襲われない」、「リポップ時間の延長」、「逃走できない相手には髑髏マークがつく」といった調整が行われた。
フィールドには基本的にどの程度のレベルのデジヘッドがいるかは決まっているが、時折それらを圧倒的に上回るレベルの強力なデジヘッドが混ざっているので注意が必要（基本的に近くにスティグマの球体がある）。
行動選択
キャラは一回の行動で最大3回のアクションが行える（移動や待機も含む）。連続で攻撃系を選ぶと開始前の待機時間を減らすことができる場合がある。
行動するにはSPを必要とし、消費SPは同一ターン中にSPを消費する行動をしていると減少する。多く行動するとその分だけウェイト時間が延びてしまう。
攻撃には攻撃・防御レベルが存在しており、前者は攻撃を与えた時のキャンセルのしやすさ、後者は行動中に攻撃されたときのキャンセルのしづらさを示す。また、これは吹き飛ばし・打ち上げ攻撃に対する影響も同様。
行動の中には、敵が浮かされたりダウンしたりするまで待機すると言ったコンボ前提のコマンドも存在しており、組み合わせることで戦況を覆すことも可能。
いくつかの攻撃には派生技が存在しており、条件を満たすと自動で派生して追加攻撃を行う。派生技はSPを消費しないが任意の発動が不可能であり、派生技の発生タイミングで別の行動を行っているとキャンセルされてしまう場合もある。
攻撃技には宙に浮いた敵を攻撃できる対空能力とダウンしている敵を攻撃できる対地能力が存在しており、これらを持たないとその状態にある敵に攻撃を当てることができない。また、技によって追尾性の有無も異なる。
イマジナリィチェイン
行動を選択する度、「その行動を行った結果、理想的な場合どのような流れになるか」という未来を予測したものが数秒間流れる。
これを確認することで、どのように行動すれば有利な状況を作り出せるかが分かるが、あくまでその時点での理想的な結果を予測しただけなので他のキャラの行動や敵の心変わりで別の結果になってしまう場合もある（特に、攻撃を回避したりされたりするケースは考慮されない）。なので、全体の流れを見極めながら行動を選択する必要がある。
ただし、レベル差が大きくなると回避される可能性も高まるため、予測通りにはいかなくなってしまう。どの程度の確率で予測通りになるかは、画面下に表示されている。本作では、5レベルも上の相手と戦うのは危険（加えて高レベルの敵を倒してもうまみが少ない）。
当初は主要人物の行動しか反映されなかったが、現在はアップデートにより全てのキャラの予測が反映されるようになっている。
チェーンバインド（『無印』）
他のキャラと連携をつなぐことで上昇する連携レベル。あくまで他者との連携が基準となっており、いくら一人で大ダメージや多ヒットを繰り出しても上昇しない。攻撃対象が行動すると終了となる。
レベルが上昇すると与えるダメージに補正がかかるようになる(少なくとも6以上)。また、同行者の友好度も上がりやすくなる。
オーバードーズスキル（『Overdose』『2』）
ダメージを受けるもしくは与えることでキャラ名下のストレスゲージが蓄積し、フルになった時に使用可能となるスキル。行動させるとカットインが入る。
リスク
敵の名称の右横に数字があり、これがリスクである。リスクは0 - 5及びBreakの状態がある。
所謂ガードゲージであり、一部の技はこのリスクが一定段階以上であれば攻撃が派生するようになっている。
リスクブレイク状態の場合、条件を満たしていなくても派生技につながるようになる。なお、『無印』のEASYモードの場合はリスクブレイクでなくても常に派生技が発生するようになっている。
武器の系統
様々な武器が存在しており、『Overdose』では新たな武器が追加されている。
- 二挺拳銃：遠近両用な上に打撃・射撃・ガードに対してカウンターを持ち、対空対地攻撃可能でヒット数も多いという万能型。ただし、傑出した特徴はない。
- 拳銃：特性は双銃に似ているが、ヒット数が少ない分威力が高く技の出が遅め。また、射撃カウンターがない。
- 弓：拳銃と同様遠距離型だが、攻撃の出が早い技が多い。バッドステータスを付与する技を多く持つが、単体としての威力に欠けるサポート向けの武器。奥義の派生条件がかなり緩い。
- 手甲：近接特化型で、相手を高らかに打ち上げたり強力な連打が可能とパワフルな上、ある程度対空対地性能も持つ。一方、燃費・命中率が比較的悪い上に攻撃まで時間がかかる技が多い。
- 大剣：相手の攻撃を受けてカウンターを仕掛けたり攻撃動作を潰したりと、相手を制圧する攻撃に長けている。一方、能動的な攻撃は苦手。
- 槌：リスクブレイク特化の近接型。リスクを強制的に一段階上げたりが可能で、リスクが高いと派生する技が多い。一方で、リスクが低いと戦力が低く、対空性も低い。
- 槍：タイミングが限定されるが非常に強力な攻撃が多いやや上級者向けの武器。対空技は追尾性がなく、対地技を持たないため、予測を的確に行わないと使いづらい。
- ビット / Unknown：扱いやすい技が多いが、威力か命中率が低め。また、2つあるビットをそれぞれ任意の場所に移動させて攻撃させたりが可能というテクニカルな武器。『Overdose』では分類がUnknownに変更されており、遠距離攻撃を主とする点以外は大きく異なる武器を扱う。
- 片手剣：技の出が早く、派生することで別の技につながるという非常に攻撃的な武器。一方で、条件を満たせないと大した威力はなく、条件が緩い技はSPが奥義並みに甚大。
- 盾：出の早い技や相手を強制的にスタンさせる技等で敵のペースを乱す事に特化した武器。連続攻撃も素早く行えるが、消費SPは全体的に高い。
- 鞭：全体的に技の射程が長く、相手を打ち上げや拘束状態等に変えて敵のコントロールを行う能力に長けた武器。

デジヘッドの装備
一部のデジヘッドは、上記のビットのような装備を有している場合がある。左右で違うまたは片方しかない場合が多い。
装備によって特殊な攻撃が使用できるようになっており、効果発動中は「ダメージの一部をこちらも受ける」「広い範囲で連続して被弾判定が発生する（ついでに被弾したキャラの行動がキャンセルされる）」と基本的に厄介な特性を持っている上、所持しているデジヘッドを倒してもその攻撃が終了するまで消えない。

### その他
主人公の性別選択
『Overdose』で登場。主人公の性別をプレイヤーが選択した際にどちらかの視点で遊ぶことができるようになっており、主人公の選択肢や仲間との関係などが変化する。

## 登場人物
学年はメビウス内のもので、現実世界での年齢とは異なっている。

### 帰宅部
主人公 / Lucid（ルシード）
声 - 沢城千春（男性） / 沢城みゆき（女性）
コンポーザー - 鬱P
花 - トーチジンジャー
カタルシスエフェクト - 二挺拳銃
誕生日 - 不明 / 身長 - 172cm（男性）/ 159cm（女性）
本作の主人公。メビウスにある吉志舞高校2年生。帰宅部結成後に入部することになるが、とある事情から2代目部長となり、停滞気味だった帰宅部の活動を急展開させることになる。
『無印』では男性主人公のみだが、『Overdose』では女性主人公が追加されている。また、オスティナートの楽士「Lucid」として帰宅部に所属しながら楽士の味方となり、その真相を探る展開が追加されている。
担当曲は「Suicide Prototype」。
式島 律（しきしま りつ）
声 - 沢城千春、岡本信彦（現実世界の姿）
花 - アンチューサ、トーチジンジャー、ウシノシタクサ
カタルシスエフェクト - 二挺拳銃
誕生日 - 11月20日 / 身長 - 172cm
テレビアニメ版において人格造形された男性主人公。心理学をかじっていて、友人たちにその知識をひけらかすことから「式島教授」とも呼ばれている。茉莉絵とは友人であり、クラスメイトでもある。
原作とは異なり、アリアの助力なしでカタルシスエフェクトを発動させている。
佐竹 笙悟（さたけ しょうご）
声 - 武内駿輔
花 - アネモネ、アイビー
カタルシスエフェクト - 拳銃
誕生日 - 1月22日 / 身長 - 179cm
高校3年生で、帰宅部の初代部長。何度かループを体験している。楽士のリーダー・ソーンとは浅からぬ因縁があるらしい。達観した態度とだるそうな物腰、眠そうな目の奥に深い絶望と強い現実への帰還の意思を秘めている。帰宅部に入部してきた主人公に部長の座を譲る。
峯沢 維弦（みねざわ いづる）
声 - 梅原裕一郎、前野智昭（テレビアニメ第9話以降）
花 - ニコチアナ、ラベンダー
カタルシスエフェクト - 刀剣
誕生日 - 7月8日 / 身長 - 174cm
高校2年生。端正な容貌を持ち女生徒に人気があるが、無口で表情に乏しく他人との関わりを嫌う。メビウスが偽りの世界であると気付いているが、帰宅部の度重なる誘いを断り、一人で帰る方法を探し続けている。世間知らずであり、配慮に欠けた言動で人を傷つけている。
巴 鼓太郎（ともえ こたろう）
声 - 細谷佳正
花 - ヘリコニア、リンドウ
カタルシスエフェクト - ガントレット
誕生日 - 9月16日 / 身長 - 185cm
高校3年生で、帰宅部のムードメーカー。大柄な体格と押しの強さで初対面の人間に威圧感を与えがちだが、その実はお節介で陽気で調子に乗りやすい性格をしている。とにかく正義へのこだわりが強く、粗暴で大雑把な一面も持つ。また、大きいことへのこだわりも見せており、基本的に帰宅部満場一致の三枚目である。
響 鍵介（ひびき けんすけ） / カギP（カギピー）
声 - 蒼井翔太
コンポーザー - 40mP
花 - ブバルディア、オーニソガラム
カタルシスエフェクト - 大剣
誕生日 - 2月27日 / 身長 - 166cm
高校1年生で、皮肉屋な性格の少年。当初はオスティナートの楽士「カギP」として帰宅部の前に立ちはだかるが、戦闘後は帰宅部に興味を抱き、仲間となる。メビウス歴2年であり、オープニングの卒業式では答辞を担当していた。帰宅部には途中加入になるが、全く物怖じすることなく飄々とした態度で自分のペースを崩していないという。
担当曲は「ピーターパンシンドローム」。
柏葉 琴乃（かしわば ことの）
声 - 村川梨衣
花 - ネモフィラ、コスモス
カタルシスエフェクト - 弓矢
誕生日 - 10月22日 / 身長 - 167cm
高校3年生で、清楚で大人びた雰囲気の癒し系美少女。清らかなお嬢様のようでいてどことなく大人の色気も醸し出し、誰にでも分け隔てなく優しいため男子から異様にモテる。清楚で温かい雰囲気の裏側にふと達観し冷えきった表情を覗かせる。
守田 鳴子（もりた なるこ）
声 - 小澤亜李
花 - キンギョソウ、アマリリス
カタルシスエフェクト - ビット
誕生日 - 5月28日 / 身長 - 152cm
好奇心旺盛な高校2年生。メビウス歴1年。会話しながら、全く別の内容をSNSに投稿する特技を持つ。楽士たちに帰宅部の顔が割れた原因の一人。帰宅部に興味を示しており、後に正式加入する。
篠原 美笛（しのはら みふえ）
声 - 高橋李依
花 - アザミ、オトメユリ、アフリカンテージー
カタルシスエフェクト - ハンマー
誕生日 - 4月20日 / 身長 - 156cm
高校1年生。明るい性格で、帰宅部のムードメーカー。好きな食べ物は生クリームとチョココロネ。それ以前に食べることそのものが好きなのだが、ある理由から忌避しており、また貪欲に食べる人間には非常に攻撃的になる。
神楽 鈴奈（かぐら すずな）
声 - 田中美海
花 - シロユリ、スイレン
カタルシスエフェクト - 槍
誕生日 - 6月23日 / 身長 - 159cm
若干気弱だが、真面目で心優しい物静かな高校1年生。美笛とは仲が良い。読書好きで、図書館の話題になると饒舌。また、声楽部に所属しているらしく、声が大きいという。一方、彼女周辺の因果系譜は全てがNPC生徒という異様な人間関係を持つ。
天本 彩声（あまもと あやな）
声 - 長縄まりあ
花 - カラスウリ
カタルシスエフェクト - スタンガン
誕生日 - 11月11日 / 身長 - 不明
『Overdose』で登場。高校2年生。病的なまでの男性恐怖症を抱える。女性に対しては温和で思いやりある態度で接するが、男性に対しては生命の危機を感じさせるほど辛辣に接している。元々男性を著しく嫌悪する傾向があったが、ある事件をきっかけにその症状が悪化したらしい。
琵琶坂 永至（びわさか えいじ）
声 - 赤羽根健治
花 - イベリス、イカリソウ
カタルシスエフェクト - 鞭
誕生日 - 3月15日 / 身長 - 181cm
『Overdose』で登場。学年一位の成績を誇り、文武両道に秀でた高校3年生。完璧超人を自称しており、ベンチャー企業の社長という現実での立場を明かしさえする。余裕のある態度が目立つ一方、陰惨な過去による精神的外傷のせいか情緒不安定で、特に戦闘において極めて凶暴で傲慢な一面を見せることが多い。

### バーチャルアイドル
アリア
声 - 下田麻美
コンポーザー - みきとP
バーチャルアイドルの一人。メビウスを製作したが、人間をいつまでも閉じ込めようとするμと仲違いを起こしている。彼女の説得に失敗した時、主人公と出会ってそのまま一緒に行動するようになる。
純粋無垢である意味「アイドル」らしいμと違い、明るく親しみやすい性格。相手を「YOU」と呼ぶなど、時折発言に英語が混じる。彼女に人気を奪われたことで大幅に制限されているが、ある程度の管理者権限を行使することは可能である。
担当曲は「Veritas」。
μ（ミュウ）
声 - 上田麗奈
コンポーザー - みきとP
バーチャルアイドルの一人。ボーカルソフトだったが、無数の曲を歌う中で自我を獲得。人間を救う目的で自分の歌を作る人間や聞く人間を「メビウス」へ閉じ込める。
どのように願いを叶えるかはある程度なら彼女の判断によって決定するが、元々人間ではないためか細かい機微などは把握できず、「大体の人はこう願っている」という叶え方をする。そのためか、平時でも空気の読めない天然な態度が目立つ。
担当曲は「Orbit」。

### オスティナートの楽士
スイートP（スイートピー） / 二条院 静華（にじょういん しずか）
声 - 新田恵海、林大地（現実世界の姿）
コンポーザー - OSTER project
武器 - 弓矢
誕生日 - 6月9日 / 身長 - 150cm
「ゆめかわいい」を信条としたファッションを身にまとうメビウス一のファッションリーダー兼楽士の一人。睫毛が長くパッチリした瞳が特徴的。本人の見た目同様ガーリィでパステルでメルヘンチックな少女趣味な楽曲を作り、一部の女性層に熱狂的な人気を誇っている。しなやかな健康美の美笛に嫉妬交じりの嗜虐心を見せる。
担当曲は「トキメキ☆リベリエ」。
少年ドール（しょうねんドール） / 小森 晶（こもり あきら）
声 - 花守ゆみり
コンポーザー - Polyphonic Branch
武器 - 魔法
誕生日 - 8月27日 / 身長 - 150cm
メビウス内にある巨大な図書館を住処に外界との接触を完全に隔絶している少年。常に目深にフードをかぶっており、その表情はうかがいしれない。μの力か特定条件で人間を人形に変えられる。
社会的な生活を営む人々を群れなければ何もできない人間と嘲笑い、攻撃するような陰鬱かつ暴力的な楽曲を制作する。ハードなコンセプトのクリエイターだが孤独を抱える人間にとっては救いの歌となっており、一部に熱狂的な信者を持つ。帰宅部の中でもひときわ気の弱そうな鈴奈に嗜虐心を見せる。
担当曲は「独創性インシデント」。
ミレイ / 一ノ瀬 美玲（いちのせ みれい）
声 - 中村繪里子
コンポーザー - 蝶々P
武器- ハンマー
誕生日 - 1月13日 / 身長 - 170cm
メビウス内のマリンリゾート「シーパライソ」を根城にし、取り巻きの男をかしづかせて悠々自適な生活を送る「クイーン」的な存在。高慢でワガママ、世界の中心が自分であるかのように振る舞う悪女だが、その性格を除いてはすべてにおいて優れており、音楽の才能にも長けており、美しい容姿もあいまって、絶大な人気を誇っている。
自らがナンバーワンだというこだわりは異常なほどで、メビウス内の絶対的アイドルμすら、その対抗心の対象となっている。学園のマドンナとして注目を集める琴乃に対抗心を見せる。
担当曲は「Sadistic Queen」。
イケP（イケピー） / 小池 智也（こいけ ともや）
声 - 斉藤壮馬
コンポーザー - 亜沙
武器 - 二挺拳銃
誕生日 - 3月2日 / 身長 - 177cm
主人公たちと同じ吉志舞高校2年生。維弦のクラスメイトで、バンドマン風の少年。自らの容姿に自信を持っている生粋のナルシスト。ただ、上には上がいるもので女性人気は維弦に軍配があがっている。
ファンからの賞賛の声を何よりも求めており、自らの人気っぷりを確認するためにもライブ活動に余念がない。自分以上の女性人気を集める維弦に嫌悪を見せる。
担当曲は「天使の歌」。
シャドウナイフ / 山田 大樹（やまだ だいき）
声 - 内田雄馬
コンポーザー - 164
武器 - ナイフ
誕生日 - 7月19日 / 身長 - 175cm
メビウス内での反逆者を誅殺する正義のヒーローで、影とナイフを自在に操る能力を駆使して悪を裁く。楽士の中でも戦闘に特化した能力を持っているため、μの護衛役も担っている。
担当曲は「Sin」。
水口 茉莉絵（みずぐち まりえ） / ウィキッド
声 - 渕上舞
コンポーザー - YM
武器 - 爆弾
誕生日 - 1月1日 / 身長 - 156cm
主人公たちと同じ吉志舞高校2年生。鳴子のクラスメイトで、エキセントリック柄のネクタイをしている少女。帰宅部には所属していないものの、楽士に敵対視されていないことから主人公たちに手助けを行っている。
実はオスティナートの楽士「ウィキッド」であり、一般には存在と楽曲以外は全て謎に包まれた楽士として知れ渡っており、その姿を知るものはいないという。強烈な暴力性を孕み、全てをあざ笑うような楽曲は聴くものに大きな衝撃を与える。
その破壊衝動に満ちた内面と行動原理は、スピンオフ小説『Caligula -カリギュラ- EPISODE 水口茉莉絵 〜彼女の見た世界〜』において語られる。
担当曲は「コスモダンサー」。
ソーン / 棗 飛鳥（なつめ あすか）
声 - 大坪由佳
コンポーザー - cosMo@暴走P
武器 - 槍
誕生日 - 9月9日 / 身長 - 152cm
病的なイメージのある楽士のリーダー。右目は長い前髪で隠れている。神出鬼没としか言いようのないタイミングで主人公たちの前に姿をあらわす。
μの楽曲制作者としては最古参のクリエイターで、重く暗く激しいラブソングで絶大な人気を博している。彼女との間には確かな信頼関係があり、言うことを素直に従っている。笙悟に対して「私の獲物」と言い切るほどの執着を見せる。
担当曲は「Distorted†Happiness」。
梔子（くちなし） / 弓野 胡桃（ゆみの くるみ）
声 - 茜屋日海夏
コンポーザー - ピノキオピー
武器 - スタンガン
誕生日 - 5月16日 / 身長 - 162cm
『Overdose』で登場。「シーパライソ」の脱出アトラクションで案内役を勤めている。発声用の機械を介して喋り、肉声を聞くことは少ない。楽士の中では控え目な性格だが、メビウスの維持にかける想いは特に強い。ある因縁から、琵琶坂に対して強烈な憎悪を見せる。
担当曲は「おんぼろ」。
Stork（ストーク） / 目 大洋（さがん まさひろ）
声 - 仲村宗悟
コンポーザー - DECO*27
武器 - 鞭
誕生日 - 12月29日 / 身長 - 173cm
『Overdose』で登場。甘いラブソングを得意とし、主に女子高生からの人気を集める。コウノトリを模したペストマスクとタイツを纏う異様な風体に反して、親しみやすく気のいい男だが、覗き性癖のため楽士の間ではあまり評判が良くない。μが与えた擬態能力や潜伏する温泉リゾート施設もその性癖を満たすためのものである。
担当曲は「Love Scope」。

### その他の人物
田所 興起（たどころ こうき）
声 - 杉田智和
『Overdose』で登場。μ信者であり、異常なまでに偏執的で独りよがりな性格をしている。メビウス内ではデジヘッドよりさらに性質の悪い「エゴヘッド」の悪名で呼ばれることすらある。
南出 日向（みなみで ひまり）
『Overdose』で登場。地下アイドル“ウズメ隊”のメンバーであり、センターを担当していた。凄惨な事件に巻き込まれて20歳の若さで死亡している。
フラワープリンセス / ローズ、リリィ、アイリス
声 - 中恵光城、小原莉子、佐土原かおり
スイートPの取り巻きである3人組の少女。肥満体型なのが特徴的となっており、一度食事となると周囲の目を気にせず一心不乱に食い散らかすという。
名取 歳三（なとり としぞう）
声 - 河崎文亮
ミレイに付き従っている少年。彼女を「お嬢様」と呼んでおり、仕えることを生きがいとしているが、彼女をおちょくったりすることや辛辣な評価を爽やかに言い放ったりすることがある。

## スタッフ
- 企画・原案・ディレクター：山中拓也
- シナリオ：里見直
- キャラクターデザイン：おぐち
- ゲームサウンド：増子津可燦

## 主題歌
『無印』
『idolatry -アイドラトリィ-』
歌 - RePLiCA（ミレイ〈中村繪里子〉×スイートP〈新田恵海〉×ソーン〈大坪由佳〉）
『Overdose』
『Cradle』
歌 - RePLiCA（ミレイ〈中村繪里子〉×スイートP〈新田恵海〉×ソーン〈大坪由佳〉×梔子〈茜屋日海夏〉）

## 漫画
『エクストリーム帰宅部』は、2016年4月2日より公式ブログにて連載している4コマ漫画。作画は大川ぶくぶ。
『カリギュラ体験記〜メビウスのあるきかた〜』は2017年5月2日より公式ブログにて連載している4コマ漫画。2018年1月9日より『カリギュラ体験記オーバードーズ〜メビウスのあるきかた〜』としてリニューアル。作画はふぁっ熊。
「Caligula2」のプロモーションにあたり、『エクストリーム帰宅部2』が2021年4月14日より開始。初代主人公と佐竹笙悟が準レギュラーとして登場している。

### 登場人物（漫画）
デビルマンモー
声 - 関俊彦
角のある黄色いマンモスのUMA。エクストリーム帰宅部では仮想敵として登場するも、のちに笙悟との交換対象になったり、部員になったり、Lucidとして活動しているときの部長代理になったりしている。バリエーションとして「ベビーマンモー」や「エンジェルマンモー」などがあり、主人公の変装として「マスクドマンモー」が登場した。
『エクストリーム帰宅部2』ではオブリガードの楽士・ブラフマンを捩った『ブラフマンモー』が登場した。
佐竹 笙悟（さたけ しょうご）
声 - 武内駿輔
足元がやや斜めに描かれている立ち絵のキャラクターイラストから第1話で「足グキってなってるけど大丈夫ですか」と突っ込まれ、同作のキャラを指す場合「足グキ（先輩）」と呼ばれることもある。
アニメ第5話予告では律に「グキちゃん」と呼ばれていた。さらに第7話予告では「足グキっちまった！！いつもグキってない方の足を！」という発言もしている。なお7話予告の画像は「カリギュラジオ カタルシスを語るシス 公開録音」において公式グッズ化された。
ライオンちゃん
ミレイの左肩に着用しているホワイトライオンのファーショールが自我を持ち、自由に行動するようになり、『メビウスのあるきかた』でも自我を持っている。なお、ミレイ自身は「ライオン丸」と呼んでいる。

## テレビアニメ
2018年4月より6月までTOKYO MXほかにて放送された。次回予告では、前述の大川による『エクストリーム帰宅部』がモーションコミックとしてアニメ化されている。
ゲーム版の設定とは違いがあり、ストーリーもその違いに基づいたアニメオリジナルの展開になっている。

### スタッフ（アニメ）
- 原作 - 「Caligula-カリギュラ-」（フリュー）[16]
- 原案 - 山中拓也[16]
- 監督 - 和田純一[16]
- 原作シナリオ - 里見直[16]
- シリーズ構成 - 待田堂子[16]
- キャラクター原案 - おぐち[16]
- キャラクターデザイン - 田辺謙司[16]
- プロップデザイン - ペリアジェローム、大橋幸子（第3話 - ）
- 美術設定 - 高橋麻穂
- 美術監督 - 滝口勝久
- 色彩設計 - 秋元由紀
- 撮影監督 - 志村豪
- CGディレクター - 後藤浩幸
- 編集 - 定松剛
- 音響監督 - 本山哲[16]
- 音楽 - 増子津可燦、高梨康治、Funta7、RegaSound、岩田賢治[16]
- 音楽プロデューサー - 横尾勇亮
- 音楽制作 - ポニーキャニオン[16]
- プロデューサー - 松岡貴徳、安藤盛治、塩谷佳之、相島豪太、小澤文啓
- 制作プロデューサー - 平野強
- アニメーション制作 - サテライト[16]
- 製作 - Caligula製作委員会

### 主題歌（アニメ）
オープニングテーマ「パラダイムボックス」（第1話 - 第12話）
作詞・作曲 - ヨシダタクミ / 編曲 - アオヤマイクミ / 歌 - 式島律（沢城千春）、佐竹笙悟（武内駿輔）
第1話では本編後にオープニングが挿入された。
エンディングテーマ「HYPNO」（第2話 - 第11話）
作詞・編曲 - RegaSound / 作曲 - 宮一雄介、姜藝利、RegaSound / 歌 - 柏葉琴乃（村川梨衣）、守田鳴子（小澤亜李）、篠原美笛（高橋李依）、神楽鈴奈（田中美海）
挿入歌
「レネット」（第1話 - 第2話、第5話 - 第6話、第12話 ）
作詞・作曲 - 坪田修平 / 編曲 - RegaSound / 歌 - μ（上田麗奈）
「ピーターパンシンドローム -アニメ Re:アレンジ Ver.-」（第1話 - 第2話）
作詞・作曲 - 40mP / 編曲 - no_my / 歌 - μ（上田麗奈）
「Orbit -アニメ Re:アレンジ Ver.-」（第2話）
作詞・作曲 - みきとP / 編曲 - 草野よしひろ / 歌 - μ（上田麗奈）
「トキメキ*リベリエ -アニメ Re:アレンジ Ver.-」（第3話）
作詞・作曲 - OSTER project / 編曲 - Funta7 / 歌 - μ（上田麗奈）
「独創性インシデント -アニメ Re:アレンジ Ver.-」（第4話）
作詞・作曲 - PolyphonicBranch / 編曲 - RegaSound / 歌 - μ（上田麗奈）
「ローレライ」（第4話）
作詞 - HEINE HEINRICH / 訳詞 - 近藤朔風 / 作曲 - SILCHER FRIEDRICH  / 編曲 - 今泉洋 / 歌 - 神楽鈴奈（田中美海）
「Sadistic Queen -アニメ Re:アレンジ Ver.-」（第5話）
作詞・作曲 -蝶々P  / 編曲 - TAKT / 歌 - μ（上田麗奈）
「juːˈtoʊpiə」（第6話）
作詞 - Mitsu /作曲 -  坪田修平 / 編曲 - RegaSound / 歌 - μ（上田麗奈）
「Tír na nÓg」（第6話、第12話）
作詞 - 高瀬愛虹 /作曲 - すみだしんや / 編曲 - 華原大輔 / 歌 - μ（上田麗奈）
「天使の歌 -アニメ Re:アレンジ Ver.-」（第8話）
作詞・作曲 - 亜沙  / 編曲 - HoneycomeBear_Monkey / 歌 - μ（上田麗奈）
「sin -アニメ Re:アレンジ Ver.-」（第9話）
作詞・作曲 - 164  / 編曲 - RegaSound / 歌 - μ（上田麗奈）
「コスモダンサー -アニメ Re:アレンジ Ver.-」（第11話）
作詞・作曲 - YM / 編曲 - 隠田遼平 / 歌 - μ（上田麗奈）
「Distorted♰Happiness -アニメ Re:アレンジ Ver.-」（第12話）
作詞・作曲 - cosMo@暴走P / 編曲 - RegaSound / 歌 - μ（上田麗奈）

### 各話リスト
| 話数   | サブタイトル                                                                 | 脚本       | 絵コンテ                            | 演出                                | 作画監督 |
| ------ | ---------------------------------------------------------------------------- | ---------- | ----------------------------------- | ----------------------------------- | --- |
| 第1話  | 冷静さを見失うと、真実と真理にたどり着くことはできない。                     | 待田堂子   | 和田純一                            | 美甘義人                            | 田辺謙司 中野圭哉 長田好弘 |
| 第2話  | 不安、焦燥などといった負の感情は他人を巻き込んでいく。                       | 竹内利光   | 菅原静貴                            | 菅原静貴                            | たむらかずひこ 石田啓一 伊藤亜矢子 FAI |
| 第3話  | 何故、生きているのか？人生について突き詰めて行けば行くほど、混乱してしまう。 | 永井真吾   | 石川俊介                            | 石川俊介                            | 坂本ひろみ 坂本俊太 式地幸喜 長坂寛治 長田好弘 中島裕理 たむらかずひこ |
| 第4話  | 自分の存在を認めない人間は、他人からも尊敬されない。                         | 望月真理子 | 日巻裕二 和田純一                   | 小野田雄亮                          | Hong Insu 谷口繁則 今泉竜太 野村美織 高橋宏郁 山本道隆 渡辺一平太 式地幸喜 長坂寛治 たむらかずひこ 坂本ひろみ 田辺謙司                                                           |
| 第5話  | 誰でも傷つくことはある。だが、傷ついていることに気付かない者は癒やされない。 | 竹内利光   | 関野圭一                            | 関野圭一                            | 小畑賢 桐谷真咲 挽本敦子 坂友加里 谷口りつ子 白浜穂積 西山忍 大河原晴男 松下純子 服部益美 長坂寛治                                                                               |
| 第6話  | 前向きなだけが前進とは言えない。状況を知ることも大切な一歩だ。               | 待田堂子   | 安田賢治 和田純一                   | 近藤一英                            | 長田好弘 式地幸喜 石田啓一 長坂寛治 伊藤亜矢子 たむらかずひこ 田辺謙司 |
| 第7話  | 絶望的な状況である時こそ、笑顔をたたえることが必要だ。                       | 永井真吾   | 安田賢司 加瀬充子 美甘義人 和田純一 | 美甘義人                            | 石田啓一 伊藤亜矢子 坂本ひろみ 式地幸喜 たむらかずひこ 長坂寛治 長田好弘 渚美帆                                                                                                  |
| 第8話  | 人生とは、他人の設計図で作るものではない。どんなに稚拙でも自分で描くべきだ。 | 望月真理子 | 清水聡                              | 黒田幸生                            | 永井泰平 野上慎也 山本径子 飯飼一幸 邱明哲 安斉佳恵 桝井一平 小林ゆかり 清水恵蔵                                                                                                 |
| 第9話  | 何かが起こってしまった後であっても、何をするかは自分で選択できる。           | 竹内利光   | 倉川英揚                            | 三塩天平                            | 石田啓一 伊藤亜矢子 加藤弘将 坂本ひろみ 式地幸喜 たむらかずひこ 長坂寛治 |
| 第10話 | Caligula                                                                     | 待田堂子   | 加瀬充子                            | 三塩天平 成田巧                     | 石田啓一 伊藤亜矢子 加藤弘将 坂本ひろみ 式地幸喜 たむらかずひこ 長坂寛治 アゼータ・ピクチャーズ 渡辺一平太 谷口繁則 中村優作 山本道隆 高橋宏郁 中野人志 平野翔 今泉竜太 森谷春樹 |
| 第11話 | 人は常に正解を求める。だが、正しければ本当にそれでいいのか？                 | 永井真吾   | 吉村愛 奥野浩行 和田純一            | 球野たかひろ                        | 石田啓一 伊藤亜矢子 加藤弘将 式地幸喜 長田好弘 長坂寛治 |
| 第12話 | 理想（きみ）を壊して、現実（じごく）へ帰る――。                               | 待田堂子   | 関野関十 吉村愛 和田純一            | 江副仁美 美甘義人 三塩天平 和田純一 | 伊藤亜矢子 加藤弘将 嘉手苅睦 坂本俊太 坂本ひろみ 式地幸喜 たむらかずひこ 塚本歩 長坂寛治 長田好弘 ハニュー                                                                       |

### 放送局
| 放送期間                | 放送時間                     | 放送局     | 対象地域   | 備考                        |
| ----------------------- | ---------------------------- | ---------- | ---------- | --------------------------- |
| 2018年4月8日 - 6月24日  | 日曜 23:30 - 月曜 0:00       | TOKYO MX   | 東京都     | 製作参加                    |
| 2018年4月10日 - 6月26日 | 火曜 0:00 - 0:30（月曜深夜） | BSフジ     | 日本全域   | BS放送 / 『アニメギルド』枠 |
|                         |                              | AT-X       | 日本全域   | CS放送 / リピート放送あり   |
| 2018年4月10日 - 6月27日 | 火曜 2:29 - 2:59（月曜深夜） | 読売テレビ | 近畿広域圏 | 『MANPA』第2部              |

| 配信期間                | 配信時間                     | 配信サイト |
| ----------------------- | ---------------------------- | --- |
| 2018年4月9日 - 6月25日  | 月曜 0:00（日曜深夜） 更新   | GYAO! |
| 2018年4月10日 - 6月26日 | 火曜 0:00（月曜深夜） 更新   | バンダイチャンネル dアニメストア Netflix Hulu Amazonビデオ / Amazonプライム・ビデオ Google Play U-NEXT FOD あにてれ J:COMオンデマンド ビデオパス ひかりTV Rakuten TV ビデオマーケット クランクイン!ビデオ |
|                         | 火曜 0:00 - 0:30（月曜深夜） | ニコニコ生放送 |
|                         | 火曜 0:30（月曜深夜） 更新   | ニコニコチャンネル |
|                         | 火曜 19:00 更新              | TSUTAYA TV |
| 2018年4月11日 - 6月27日 | 水曜 更新                    | PlayStation Video |
| 2018年4月16日 - 7月2日  | 月曜 0:00（日曜深夜） 更新   | GYAO!ストア |
| 不明                    | 不明                         | ANIMAX on PlayStation |

### BD / DVD
| 巻 | 発売日         | 収録話          | 規格品番   | 規格品番   |
| 巻 | 発売日         | 収録話          | BD         | DVD        |
| -- | -------------- | --------------- | ---------- | ---------- |
| 1  | 2018年6月20日  | 第1話 - 第2話   | PCXP-50611 | PCBP-53901 |
| 2  | 2018年7月18日  | 第3話 - 第4話   | PCXP-50612 | PCBP-53902 |
| 3  | 2018年8月17日  | 第5話 - 第6話   | PCXP-50613 | PCBP-53903 |
| 4  | 2018年9月19日  | 第7話 - 第8話   | PCXP-50614 | PCBP-53904 |
| 5  | 2018年10月17日 | 第9話 - 第10話  | PCXP-50615 | PCBP-53905 |
| 6  | 2018年11月21日 | 第11話 - 第12話 | PCXP-50616 | PCBP-53906 |

## 小説
『Caligula -カリギュラ- EPISODE 水口茉莉絵 〜彼女の見た世界〜』（カリギュラ エピソード みずぐちまりえ かのじょのみたせかい）は、関涼子による日本の小説作品であり、『Caligula -カリギュラ-』のスピンオフ小説。2016年10月15日にSBクリエイティブより刊行。表紙はおぐちが新たに描き下ろした。
『Caligula -カリギュラ-』に登場した水口茉莉絵を主人公としたストーリーであり、その過去や心境が描写されている。更に、『Caligula -カリギュラ-』とその続編作品『Caligula2 -カリギュラ2-』との繋がりを補間する内容となっている。

### ストーリー
この世に望まれぬ生を受けた水口茉莉絵は、不幸な境遇に生まれ育った挙句、事故で社会復帰すら不可能になるほど重度の後遺症を負い、死を待つばかりの余生を送っていた。そんな頃にμと出会い、彼女によってメビウスに引き入れられると同時に自身の願望を叶えてもらう。その後、茉莉絵は「オスティナートの楽士」の一員「ウィキッド」として自適悠々な暮らしをしていたが、メビウスにおける反逆者集団「帰宅部」の存在を知り、帰宅部のメンバーを敵と認識し、彼らを陥れるべく暗躍する。

### 登場人物
水口 茉莉絵（みずぐち まりえ） / ウィキッド
本作の主人公。普段はおとなしい性格の少女であるが、裏の顔は攻撃的な厭人家。
μ（ミュウ）
本作のキーパーソン。バーチャルアイドルであり、茉莉絵をメビウスに引き入れた張本人。茉莉絵の悲惨な生い立ちに同情しており、常に彼女の身を案じている。

### 刊行情報
- 関涼子、おぐち 『Caligula -カリギュラ- EPISODE 水口茉莉絵 〜彼女の見た世界〜』GA文庫〈SBクリエイティブ〉、2016年10月14日発売、ISBN 978-4-7973-8874-9

## Webラジオ
PS4ゲーム『Caligula Overdose』のWebラジオ『沢城千春・小澤亜李 カリギュラジオ 〜その番組を聴いてはいけない〜』が、2018年1月8日から4月2日まで超!A&G+にて毎週月曜1時30分 - 2時（日曜深夜）に配信されていた。アーカイブ配信はdアニメストアとYouTubeにて配信されるが、YouTubeのアーカイブは11回・12回を除いて削除された。メインパーソナリティは主人公役の沢城千春と守田鳴子役の小澤亜李。
テレビアニメのWebラジオ『カリギュラジオ〜カタルシスを語ルシス〜』が、2018年3月30日より7月6日までYouTubeにて配信された。パーソナリティは式島律役の沢城千春と佐竹笙悟役の武内駿輔。
| TOKYO MX 日曜 23:30 - 月曜 0:00枠 | TOKYO MX 日曜 23:30 - 月曜 0:00枠 | TOKYO MX 日曜 23:30 - 月曜 0:00枠 |
| 前番組                            | 番組名                            | 次番組                            |
| --------------------------------- | --------------------------------- | --------------------------------- |
| citrus                            | Caligula -カリギュラ-             | あそびあそばせ                    |